# 密印
密印，佛教密宗術語。

## 释义
據密教根本教義，諸佛菩薩皆有本誓，印為標示此一本誓，顯現種種密印教相，是為本誓之印相──本誓印相、印契，故稱之為「印」。故身印、分印、舉印、動印、住印、 止印皆為密印；舌印、相印、轉印皆為真言。根據密教根本教義，以其所標幟的義理旨趣極為秘密深奧，故稱之為「密」。